# Lotta Ökvist
Lotta Ökvist (Piteå, 1997. február 17. –) svéd női válogatott labdarúgó. A hazája első osztályában szereplő BK Häcken együttesének tagja.

## Pályafutása

### Klubcsapatokban

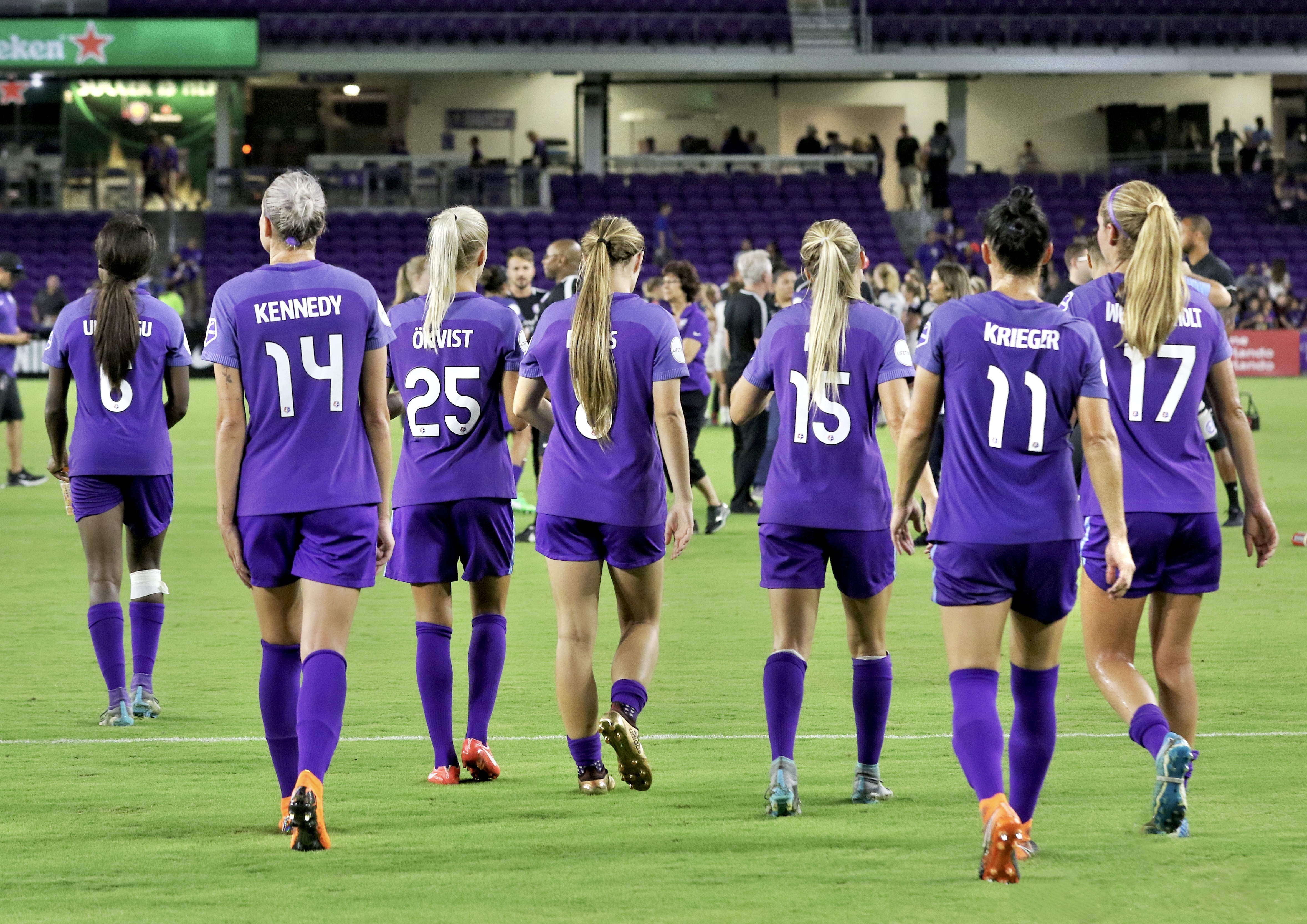
A Orlando Pride-nál csak a kispadon kapott helyet.

#### A kezdetek
A Piteånál kezdte karrierjét, ahol hamar sikerült alapemberré válnia a csapatban, ennek ellenére 2016-ban elfogadta az Umeå IK ajánlatát. Bár első találatát megszerezte a Damallsvenskanban, nagy áttörést nem hozott számára az umeåi kitérő és a szezon végével visszatért Piteåba. 

#### Amerikai időszak
2017 októberében szerződést kötött a National Women's Soccer League-ben érdekelt Boston Breakers csapatával, azonban a bajnokságban már nem vehettek részt a bostoniak, mivel felszámolták az egyesületet.
Ökvist drafton keresztül került a Houston Dash-hez, akik elcserélték játékjogát az Orlando Pride-al. A floridai együttesbe viszont nem sikerült beférnie, így kérésére a Pride július 3-án szabadlistára tette, hogy egy európai klubban érvényesíthesse képességeit.
Lotta kivételes tehetség, az itt töltött ideje alatt hihetetlen munkabírást és fellépést tanúsított minden alkalommal. Sajnos keretünknél csak korlátozott a játékideje, ezért úgy gondoltuk fejlődése érdekében jobb, ha Európában folytatja pályafutását.

#### Visszatérés Európába
A Hammarby IF már másnap jelentkezett érte és a svéd bajnoki idény hátralevő részére irattak alá vele szerződést. A szezon végén a klub kiesett az első osztályból, de Ökvistnek még egy egyéves szerződést ajánlott fel, amit készséggel elfogadott.
A Hammarbynál eltöltött időszak felkeltette az angol Manchester United érdeklődését és 2019. augusztus 20-án aláírt a Vörös Ördögökhöz.
Lotta nagyszerű karakterrel és pazar erőnléttel rendelkezik. Baloldali védőként kiváló támadó tulajdonságokat képes felmutatni, amelyek jól illeszkednek a játékunkhoz. Élmény vele együtt dolgozni.
2021. január 14-én a Manchester United hivatalos honlapján erősítette meg Ökvist távozását, miután biztosítottá vált Lotta szerződése a svéd BK Häckennél, akikkel két idényre szóló megállapodást kötött. Teljes szerződését azonban nem töltötte ki Göteborgban, miután 2022 őszén az Eskilstunához került kölcsönbe.
A bajnokság végeztével elhagyta az Eskilstunát és két évre korábbi klubjához, a Hammarbyhoz írt alá.

### A válogatottban
2020. március 7-én Caroline Seger cseréjeként abszolválta első válogatott szereplését a Dánia elleni Algarve-kupa mérkőzésen.

## Statisztikái

### Klubcsapatokban
2023. november 11-ével bezárólag
| Klub              | Szezon           | Bajnokság        | Bajnokság | Bajnokság | Kupa  | Kupa | Nemzetközi | Nemzetközi | Összesen | Összesen |
| Klub              | Szezon           | Osztály          | Mérk.     | Gól       | Mérk. | Gól  | Mérk.      | Gól        | Mérk.    | Gól      |
| ----------------- | ---------------- | ---------------- | --------- | --------- | ----- | ---- | ---------- | ---------- | -------- | -------- |
| Piteå IF          | 2013             | Damallsvenskan   | 4         | 0         | 1     | 0    | 0          | 0          | 5        | 0        |
| Piteå IF          | 2014             | Damallsvenskan   | 12        | 0         | 2     | 0    | 0          | 0          | 14       | 0        |
| Piteå IF          | 2015             | Damallsvenskan   | 11        | 0         | 0     | 0    | 0          | 0          | 11       | 0        |
| Piteå IF          | Összesen         | Összesen         | 27        | 0         | 3     | 0    | 0          | 0          | 30       | 0        |
| Umeå IK           | 2016             | Damallsvenskan   | 11        | 1         | 1     | 0    | 0          | 0          | 12       | 1        |
| Umeå IK           | Összesen         | Összesen         | 11        | 1         | 1     | 0    | 0          | 0          | 12       | 1        |
| Piteå IF          | 2016             | Damallsvenskan   | 8         | 0         | 1     | 1    | 0          | 0          | 9        | 1        |
| Piteå IF          | 2017             | Damallsvenskan   | 20        | 1         | 0     | 0    | 0          | 0          | 20       | 1        |
| Piteå IF          | Összesen         | Összesen         | 28        | 1         | 1     | 1    | 0          | 0          | 29       | 2        |
| Orlando Pride     | 2018             | NWSL             | 0         | 0         | 0     | 0    | 0          | 0          | 0        | 0        |
| Hammarby IF       | 2018             | Damallsvenskan   | 6         | 1         | 1     | 0    | 0          | 0          | 7        | 1        |
| Hammarby IF       | 2019             | Elitettan        | 18        | 2         | 0     | 0    | 0          | 0          | 18       | 2        |
| Hammarby IF       | Összesen         | Összesen         | 24        | 3         | 1     | 0    | 0          | 0          | 25       | 3        |
| Manchester United | 2019–20          | FA WSL           | 3         | 0         | 3     | 0    | 0          | 0          | 6        | 0        |
| Manchester United | 2020–21          | FA WSL           | 3         | 0         | 1     | 0    | 0          | 0          | 4        | 0        |
| Manchester United | Összesen         | Összesen         | 6         | 0         | 4     | 0    | 0          | 0          | 10       | 0        |
| BK Häcken         | 2021             | Damallsvenskan   | 22        | 2         | 4     | 0    | 8          | 0          | 34       | 2        |
| BK Häcken         | 2022             | Damallsvenskan   | 14        | 0         | 5     | 0    | 0          | 0          | 19       | 0        |
| BK Häcken         | Összesen         | Összesen         | 36        | 2         | 9     | 0    | 8          | 0          | 53       | 2        |
| Eskilstuna United | 2022             | Damallsvenskan   | 5         | 0         | 1     | 1    | 0          | 0          | 6        | 1        |
| Eskilstuna United | Összesen         | Összesen         | 5         | 0         | 1     | 1    | 0          | 0          | 6        | 1        |
| Hammarby IF       | 2023             | Damallsvenskan   | 14        | 0         | 5     | 0    | 0          | 0          | 19       | 0        |
| Hammarby IF       | Összesen         | Összesen         | 14        | 0         | 5     | 0    | 0          | 0          | 19       | 0        |
| Karrier összesen  | Karrier összesen | Karrier összesen | 151       | 7         | 25    | 2    | 8          | 0          | 184      | 9        |

### A válogatottban
2020. március 7-el bezárólag
| Válogatott | Szezon   | Mérk. | Gól |
| ---------- | -------- | ----- | --- |
| Svédország |          |       |     |
| 2020       | 1        | 0     |     |
| Összesen   | Összesen | 1     | 0   |

| Sorozat              | Dátum      | Helyszín                 | Ellenfél | Gól | Eredmény | Forrás |
| -------------------- | ---------- | ------------------------ | -------- | --- | -------- | ------ |
| 2020-as Algarve-kupa | 2020–03–07 | Estádio Municipal, Lagos | Dánia    |     | 1–2      | [ 13 ] |

## Sikerei

### Klubcsapatokban
Svéd bajnok (1):
- Hammarby IF (1): 2023

 Svéd kupagyőztes (1):
- Hammarby IF (1): 2023

### A válogatottban
Svédország
- U19-es Európa-bajnok (1): 2015